# Caníctids
Els caníctids o peixos-gel (Channichthyidae) són una família de peixos marins incluída en l'ordre Perciformes, que es distribueixen per l'oceà Antàrtic i el sud-est de Sud-amèrica.

## Gèneres i espècies
Existeixen 17 espècies agrupades en 11 gèneres: 
- Gènere Chaenocephalus (Regan, 1913)
  - Chaenocephalus aceratus (Lönnberg, 1906)
- Gènere Chaenodraco (Regan, 1914)
  - Chaenodraco wilsoni (Regan, 1914)
- Gènere Champsocephalus (Gill, 1862)
  - Champsocephalus esox (Günther, 1861)
  - Champsocephalus gunnari (Lönnberg, 1905)
- Gènere Channichthys (Richardson, 1844)
  - Channichthys aelitae (Shandikov, 1995)
  - Channichthys bospori (Shandikov, 1995)
  - Channichthys irinae (Shandikov, 1995)
  - Channichthys normani (Balushkin, 1996)
  - Channichthys panticapaei (Shandikov, 1995)
  - Channichthys rhinoceratus (Richardson, 1844)
  - Channichthys rugosus  (Regan, 1913)
  - Channichthys velifer  (Meisner, 1974)
- Gènere Chionobathyscus (Andriashev & Neyelov, 1978)
  - Chionobathyscus dewitti (Andriashev & Neyelov, 1978)
- Gènere Chionodraco (Lönnberg, 1906)
  - Chionodraco hamatus (Lönnberg, 1905)
  - Chionodraco myersi (DeWitt & Tyler, 1960)
  - Chionodraco rastrospinosus (DeWitt & Hureau, 1979)
- Gènere Cryodraco (Dollo, 1900)
  - Cryodraco antarcticus (Dollo, 1900)
  - Cryodraco atkinsoni (Regan, 1914)
  - Cryodraco pappenheimi (Regan, 1913)
- Gènere Dacodraco (Waite, 1916)
  - Dacodraco hunteri (Waite, 1916)
- Gènere Neopagetopsis (Nybelin, 1947)
  - Neopagetopsis ionah (Nybelin, 1947)
- Gènere Pagetopsis (Regan, 1913)
  - Pagetopsis macropterus (Boulenger, 1907)
  - Pagetopsis maculatus (Barsukov & Permitin, 1958)
- Gènere Pseudochaenichthys (Norman, 1937)
  - Pseudochaenichthys georgianus (Norman, 1937)